# Deone Bucannon
(en) Statistiques sur pro-football-reference
Deone Ariel Bucannon, né le 30 août 1992 à Oakland en Californie, est un américain, joueur professionnel de football américain.
Il joue au poste de safety.

## Biographie

### Carrière universitaire
Il étudie à l'université d'État de Washington et joue alors pour les Cougars de Washington State.

### Carrière professionnelle
Il est sélectionné en 27e choix global lors du premier tour de la draft 2014 de la NFL par la franchise des Cardinals de l'Arizona.

#### Saison 2014
Lors de sa première année, comme débutant (rookie), il participe aux 16 matchs des Cardinals et y totalise 66 tacles, deux sacks et deux passes déviées.
Il est sélectionné dans l'équipe-type des débutants de la saison 2014 (All-Rookie Team).